# Botmeur
Botmeur (bretonisch Boneur) ist eine französische Gemeinde in der Bretagne im Département Finistère mit 227 Einwohnern (Stand 1. Januar 2022).

## Lage
Der Ort liegt im Regionalen Naturpark Armorique (französisch Parc naturel régional d’Armorique), am südlichen Rand des Höhenzuges „Monts d’Arrée“ in einer hügeligen und waldreichen, jedoch nur dünn besiedelten Umgebung.
Morlaix liegt 22 Kilometer nördlich, Brest 40 Kilometer westlich, Rennes 165 Kilometer ostsüdöstlich und Paris etwa 460 Kilometer östlich.

## Bevölkerungsentwicklung
| Jahr                       | 1962 | 1968 | 1975 | 1982 | 1990 | 1999 | 2009 | 2017 |
| Einwohner                  | 333  | 277  | 236  | 196  | 191  | 214  | 228  | 215  |
| Quellen: Cassini und INSEE |      |      |      |      |      |      |      |      |

## Verkehr
Die Gemeinde Botmeur liegt abgelegen von den Hauptverkehrswegen. Bei Morlaix und Landivisiau befinden sich die nächsten Abfahrten an der Schnellstraße E 50 (Rennes-Brest) und Regionalbahnhöfe an der parallel verlaufenden Bahnlinie.